# The Day the Earth Stopped
Pour plus de détails, voir Fiche technique et Distribution.
The Day the Earth Stopped est un film américain de science-fiction. C'est un mockbuster du film Le Jour où la Terre s'arrêta de Scott Derrickson.

## Synopsis
Le film est centré sur Josh Myron (C. Thomas Howell).
Six cents soixante six robots intergalactiques arrivent sur Terre. Deux êtres humanoïdes arrivent : un homme et une femme. Ceux-ci sont arrivés par engin volant en même temps que les robots. Les deux sont finalement capturés par l'armée qui tente de communiquer avec eux. La femme finit par parler avec Myron, et lui apprend qu'elle s'appelle Sky. Elle lui explique ensuite que toute la race humaine est une menace pour le reste de l'univers et que si les humains ne parviennent pas à lui prouver que l'humanité a de la valeur, alors la Terre sera détruite au coucher du Soleil.
L'armée tente de détruire les robots avec diverses armes (avions de chasse, bombes nucléaires, etc.). De son côté, Myron fait évader Sky des locaux de l'armée pour tenter de lui faire découvrir la valeur de l'Humanité.

## Fiche technique
- Réalisation : C. Thomas Howell
- Scénario : Darren Dalton, Carey Van Dyke
- Décors : Daniel Inkeles
- Photographie : Nat Magnuson
- Mixage Son : Brian Hackett-Lecker
- Musique : Guillermo J. Silberstein et Mauricio Yazigi
- Production : David Michael Latt
- Société de production et de distribution : The Asylum

## Distribution
- C. Thomas Howell : Josh Myron
- Judd Nelson : Charlie
- Darren Dalton (en) : Prewitt
- Sinead McCafferty : Sky
- Bug Hall : l'homme
- Cameron Bender : Sam

## Production

### Lieux de tournage
Le film a été tourné à Compton et dans la forêt nationale d'Angeles en Californie.

## Bande originale
Sauf indication contraire, les informations mentionnées dans cette section peuvent être confirmées par la base de données cinématographiques IMDb,  présente dans la section « Liens externes ».
- They Are Alive de Mauricio Yazigi.